# Félix Francisco Casanova
Pour les articles homonymes, voir Casanova (homonymie).
Félix Francisco Casanova, né à Santa Cruz de La Palma le 28 septembre 1956 et mort le 14 janvier 1976 à Santa Cruz de Tenerife, est un poète, rockeur et écrivain espagnol, mort prématurément à l'âge de vingt ans.

## Biographie
Né sur l'île de La Palma, dans les Canaries, il est le fils du poète Félix Casanova de Ayala et de son épouse, Concepción Martín Díaz.
Il emménage dans sa jeunesse sur l'île de Tenerife, où il se consacre à la lecture des poètes classiques et, surtout, à la musique, sa véritable passion. Il fonde le groupe de rock alternatif, Hovno (merde en français), précurseur dans le contexte la dictature franquiste.
Félix Francisco Casanova est étudiant à l'Université de La Laguna lors de son décès, le 14 janvier 1976 sous la Transition démocratique. Selon la version officielle, sa mort est due à une fuite de gaz à son domicile.

## Postérité
- Surnommé en France le Rimbaud ou le Lautrémont espagnol[6], considéré comme un poète maudit[7], le Cabildo insulaire de La Palma honore depuis 1977 un artiste du prix Félix Francisco Casanova en sa mémoire[8].

- Une statue en bronze à son effigie est inaugurée dans sa ville natale de Santa Cruz de La Palma en 2017[9].